# フィン・ペルム諸語
フィン・ペルム諸語（Finno-Permic languages）はウラル語族フィン・ウゴル語派の下位分類として提唱されている言語群。ウゴル諸語と姉妹群を成し、下位言語群としてペルム諸語、バルト・フィン諸語、サーミ諸語、モルドヴィン語、マリ語が含まれるとされる。
ウラル語族の伝統的な分類では。フィン・ペルム諸語はフィン・ウゴル祖語から紀元前3000-紀元前2500年頃に分かれ、ペルム諸語とフィン・ボルガ諸語に紀元前2000年頃に分化した。今日は分類群として完全に支持されている訳ではない。
「フィン諸語」という言葉は、しばしばフィン・ペルム諸語を指す。これはペルム諸語がウゴル諸語よりもバルト・フィン諸語とはるかに近縁であるとされているからである。しかしフィンランドの学界では「フィン諸語」はボルガ・フィン諸語のみを指す。
下位言語群の分類には、さまざまな見方があるが、ペルム諸語が最初に分化したことは一般に支持される。

## 含まれる言語
- ペルム諸語
  - コミ語
    - コミ・ペルミャク語
    - コミ・ジリエーン語

  - ウドムルト語（ヴォチャーク語）
- フィン・ヴォルガ諸語
  - ボルガ・フィン諸語
    - マリ語（チェレミス語）
    - モルドヴィン諸語
      - エルジャ語 (Erzya)
      - モクシャ語 (Moksha)

    - メリャ語
    - ムーロマ語
    - de:Meschtscherische Sprache（ru）

  - フィン・サーミ諸語
    - サーミ語（ラップ語）
    - バルト・フィン諸語
      - フィンランド語（スオミ語）
      - エストニア語
      - カレリア語
      - リヴォニア語（リーヴ語）
      - ヴェプス語
      - ヴォート語